# 16개하천
《16개하천》(중국어 간체자: 16个夏天, 정체자: 16個夏天, 병음: Shí Liù Gè Xià Tiān 쓰리우거씨아티엔[*], 한자음: 십육개하천, 영어: The Way We Were 더 웨이 위 워[*])은 중화민국의 텔레비전 드라마이다.

## 등장인물
- 임심여(林心如) : 탕자니(唐家妮) 역
- 양일전(楊一展) : 팡웨이더(方韋德) 역
- 허위녕(許瑋甯) : 정루이루이(鄭瑞瑞) 역
- 사가견(謝佳見) : 왕쥔제(汪俊杰) 역
- 추승은(鄒承恩) : 딩궈칭(丁國慶) 역
- 대군죽(戴君竹) : 거칭(葛晴) 역
- 가숙근(柯淑勤) : Linda 역
- 진모의(陳慕義) : 웨이더의 아버지(方父) 역
- 여설봉(呂雪鳳) : 웨이더의 어머니(方母) 역
- 나북안(羅北安) : 자니의 아버지(唐父) 역
- 하애운(何璦芸) : 쥔제의 어머니(汪母) 역
- 도전정(陶傳正) : 쥔제의 아버지(汪父) 역
- 아룡(阿龐) : 탕자싱(唐家興) 역
- Albee : 팅팅(婷婷) 역
- 고정우(高廷宇) : 샤오야오(小姚) 역
- 양청(楊晴) : 수링(淑玲) 역
- 노영융(盧映融) : 샤오메이(小玫) 역